# 王怀宁
王怀宁（1932年—2002年），男，汉族，江苏南京人，中国经济学家，曾任中国社会科学院世界经济与政治研究所副所长、研究员，中国世界经济学会副会长。